# Aire urbaine de Cluses
L'aire urbaine de Cluses est une aire urbaine française centrée sur l'unité urbaine de Cluses, agglomération centrée sur les communes de Cluses, Bonneville et La Roche-sur-Foron. Elle est composée de vingt-six communes, toutes situées en Haute-Savoie. En 2021, elle était peuplée de 101 501 habitants.

## Composition
| Nom                      | Code Insee | Statut           | Superficie (km2) | Population (dernière pop. légale) | Densité (hab./km2) |
| ------------------------ | ---------- | ---------------- | ---------------- | --------------------------------- | ------------------ |
| Cluses (siège)           | 74081      |                  | 10,46            | 17 366 (2022)                     | 1 660              |
| Amancy                   | 74007      |                  | 8,62             | 2 786 (2022)                      | 323                |
| Arenthon                 | 74018      |                  | 11,47            | 1 998 (2022)                      | 174                |
| Ayse                     | 74024      |                  | 10,48            | 2 325 (2022)                      | 222                |
| Bonneville               | 74042      |                  | 27,15            | 13 320 (2022)                     | 491                |
| Brizon                   | 74049      |                  | 10,39            | 465 (2022)                        | 45                 |
| Châtillon-sur-Cluses     | 74064      |                  | 9,18             | 1 215 (2022)                      | 132                |
| Cornier                  | 74090      |                  | 6,78             | 1 468 (2022)                      | 217                |
| Etaux                    | 74116      |                  | 13,69            | 2 109 (2022)                      | 154                |
| Glières-Val-de-Borne     | 74212      | commune nouvelle | 71,77            | 1 825 (2022)                      | 25                 |
| Marignier                | 74164      |                  | 19,97            | 6 432 (2022)                      | 322                |
| Marnaz                   | 74169      |                  | 9,02             | 5 920 (2022)                      | 656                |
| Mont-Saxonnex            | 74189      |                  | 26,28            | 1 637 (2022)                      | 62                 |
| Nancy-sur-Cluses         | 74196      |                  | 14,22            | 466 (2022)                        | 33                 |
| Le Reposoir              | 74221      |                  | 37,36            | 559 (2022)                        | 15                 |
| La Rivière-Enverse       | 74223      |                  | 7,98             | 490 (2022)                        | 61                 |
| La Roche-sur-Foron       | 74224      |                  | 17,94            | 11 239 (2022)                     | 626                |
| Saint-Laurent            | 74244      |                  | 10,96            | 836 (2022)                        | 76                 |
| Saint-Pierre-en-Faucigny | 74250      |                  | 14,91            | 7 848 (2022)                      | 526                |
| Saint-Sigismond          | 74252      |                  | 7,92             | 649 (2022)                        | 82                 |
| Saint-Sixt               | 74253      |                  | 5,21             | 994 (2022)                        | 191                |
| Scientrier               | 74262      |                  | 7,21             | 1 216 (2022)                      | 169                |
| Scionzier                | 74264      |                  | 10,62            | 9 074 (2022)                      | 854                |
| Thyez                    | 74278      |                  | 9,81             | 6 344 (2022)                      | 647                |
| Vougy                    | 74312      |                  | 3,99             | 1 622 (2022)                      | 407                |
| Taninges                 | 74276      |                  | 42,66            | 3 501 (2022)                      | 82                 |

## Caractéristiques en 1999
D'après la définition qu'en donne l'INSEE, l'aire urbaine de Cluses est composée de 16 communes, situées dans la Haute-Savoie. Ses 68 226 habitants font d'elle la 120e aire urbaine de France.
9 communes de l'aire urbaine sont des pôles urbains.
Le tableau suivant détaille la répartition de l'aire urbaine sur le département (les pourcentages s'entendent en proportion du département) :
| Département  | Communes | Communes (%) | Superficie (km2) | Superficie (%) | Population (2010) | Population (%) |
| ------------ | -------- | ------------ | ---------------- | -------------- | ----------------- | -------------- |
| Haute-Savoie | 16       | 5,4          | 229,73           | 5,1            | 68 226            | 9,2            |